# SS Medic
SS Medic foi um navio a vapor construído por Harland and Wolff em Belfast e operado pela White Star Line em 1899. Medic foi um dos cinco navios da Jubiless Class, construídos especificamente para fazer rotas entre Liverpool, Cidade do Cabo e Sydney.

## História
O Medic, assim como seus irmãos, era um navio de apenas uma chaminé, pesando pouco menos de 23 000 toneladas e foi configurado para transportar 320 passageiros na terceira classe. Como eles foram lançados no fim do século 19, eles pertenciam a Jubilee Class.
Ele serviu como navio de tropas australiano na Guerra dos Bôeres e também na Primeira Guerra Mundial. Em outubro de 1900, enquanto esteve ancorado em Neutral Bay, Baía de Sydney, ele esteve envolvido no "Fort Denison Incident", uma brincadeira destinada a enganar os moradores, em que um grupo de Bôeres estavam atacando a cidade. Os cidadãos não se divertiram, e a White Star Line pediu desculpas com indenizações pagas para a cidade.
Depois de uma longa carreira com a White Star Line, ele foi vendido em 1928, sendo renomeado como Hektoria e convertido em um navio baleeiro. Ele foi afundado pelo submarino alemão U-608 no dia 11 de setembro de 1942, durante a Batalha do Atlântico na Segunda Guerra Mundial, com a perda de um tripulante. A tripulação restante foram resgatados por um Navio corveta canadense, HMCS Arvida.

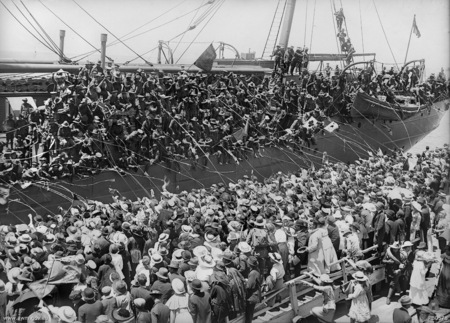
Partida do SS Medic do porto de Melbourne, com tropas australianas.
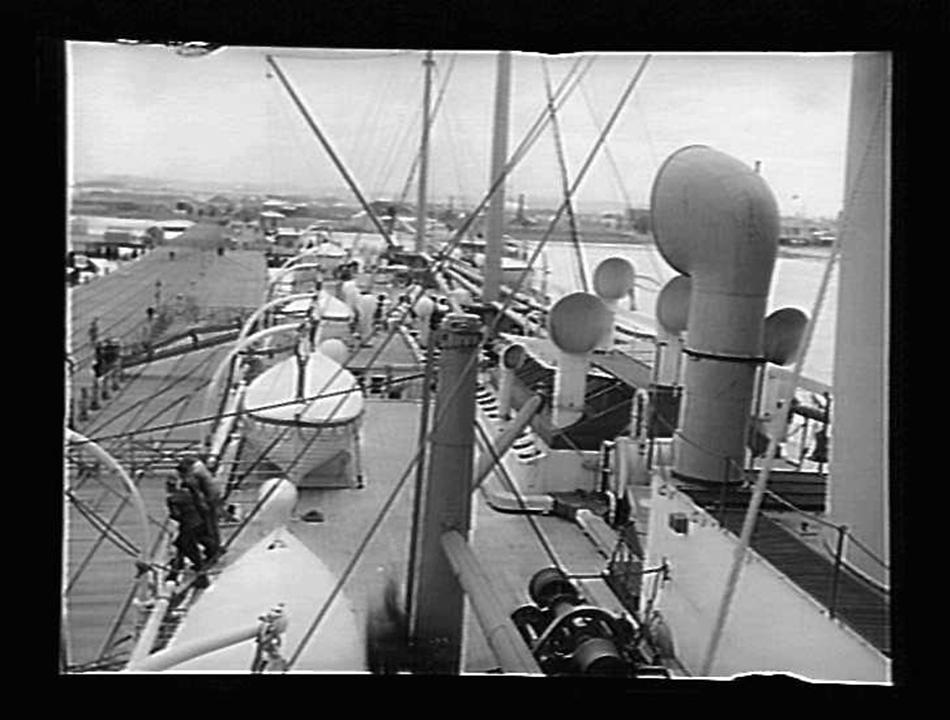
Vista do deck superior do Medic.
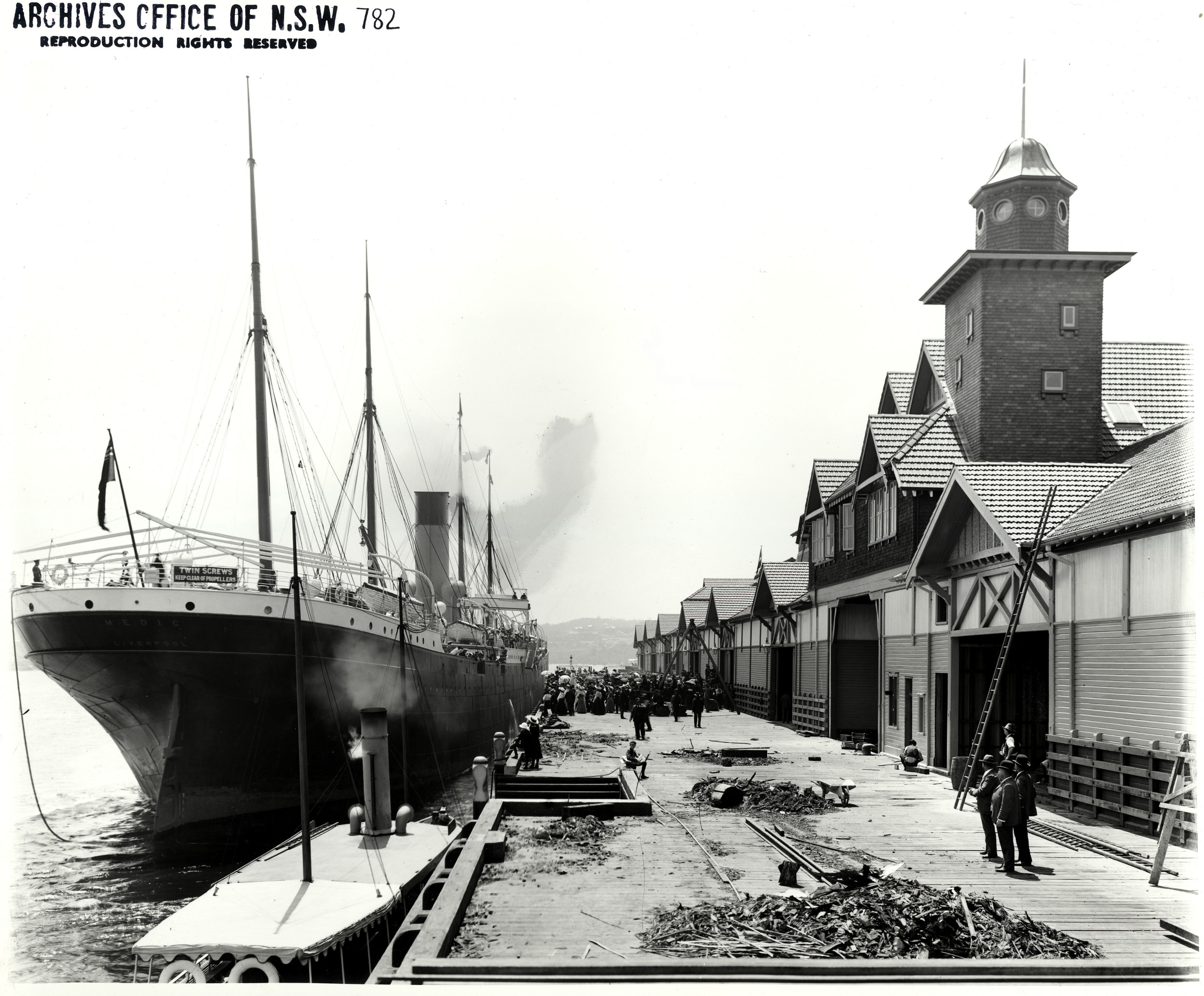
Navio atracado em Millers Point, New South Wales.